# Gleihenijevke
Gleihenijevke (lat. Gleicheniaceae), porodica papratnica iz reda Gleicheniales. Ime je dobila po rodu gleihenija (Gleichenia). Sastoji se od 150 vrsta unutar nekoliko rodova.

## Opis
Gleicheniaceae, porodica “račvastih paprati” (red Gleicheniales), koja sadrži 6 rodova i oko 125 vrsta. Ova relativno primitivna porodica ima duge fosilne zapise koji datiraju iz jurskog razdoblja (prije 201,3 milijuna do 145,0 milijuna godina). Postojeći rodovi su Gleichenella (1 vrsta), Stromatopteris (1 vrsta), Dicranopteris (12 vrsta), Diplopterygium (25 vrsta), Gleichenia (11 vrsta) i Sticherus (oko 80 vrsta). Grupa je najraznovrsnija u paleotropima, ali je također dobro zastupljena u toplijim regijama Novog svijeta. Mnoge su vrste kolonizatori otvorenih ili poremećenih područja i obično se mogu vidjeti duž cesta u tropima.
Listovi većine Gleicheniaceae su atipični za paprati jer imaju neobičan obrazac razvoja. Rachis (glavna os) lamine (listne plojke) račva se u svim ili većini čvorova, s "uspavanim pupoljkom" između grana koji se pojavljuje kao kratka glavica. Ovaj neodređeni obrazac rasta i grananja lišća rezultira iznimno dugim lišćem koje puže i penje se po tlu i drugoj vegetaciji, tvoreći velike mase lišća koje se preklapa. Sporangiji (strukture koje proizvode spore) su skupljeni u male okrugle gole soruse duž sekundarnih žila. I spore u obliku graha (bilateralne) i loptaste (teraedralne) pojavljuju se u ovoj porodici.

## Rodovi
1. Genus Dicranopteris Bernh. (27 spp.)
2. Genus Diplopterygium (Diels) Nakai (21 spp.)
3. Genus Gleichenella Ching (1 sp.)
4. Genus Gleichenia Sm. (15 spp.)
5. genus Rouxopteris Hong M.Liu  (1 sp.)
6. Genus Sticherus C.Presl (90 spp.)
7. Genus Stromatopteris Mett. (1 sp.)